# Piotr Tiertyszny
Piotr Wakułowicz Tiertyszny, Petro Wakułowycz Tertyszny (ros. Пётр Вакулович Тертышный, ukr. Петро Вакулович Тертишний, ur. 3 lutego?/15 lutego 1899 we wsi Stepanki w rejonie czerkaskim, zm. 4 marca 1997 w Kijowie) – radziecki generał porucznik, Bohater Związku Radzieckiego (1943).

## Życiorys
Urodził się w ukraińskiej rodzinie chłopskiej. Miał wykształcenie średnie, pracował jako maszynista, od 1919 służył w Armii Czerwonej, uczestniczył w wojnie domowej w Rosji. W 1925 ukończył szkołę wojskową w Kijowie, a w 1941 kursy "Wystrieł", od czerwca 1941 brał udział w wojnie z Niemcami, w listopadzie i grudniu 1941 jako zastępca dowódcy 3 Dywizji Pancernej w stopniu pułkownika. Od 3 grudnia 1941 do 4 sierpnia 1942 dowodził 237 Dywizją Piechoty, która 13 czerwca 1942 weszła w skład 38 Armii Frontu Briańskiego, w sierpniu 1942 objął dowództwo 161 Dywizji Piechoty 40 Armii Frontu Woroneskiego, z którą 23 września 1943 sforsował Dniepr w rejonie kaniowskim, odpierając wiele kontrataków wroga. Podczas walk na terytorium Polski dowodził 15 Korpusem Piechoty 60 Armii 1 Frontu Ukraińskiego, biorąc udział w operacji lwowsko-sandomierskiej, sandomiersko-śląskiej i górnośląskiej. Po wojnie dowodził korpusem piechoty i był pomocnikiem dowódcy Turkiestańskiego Okręgu Wojskowego, w 1949 ukończył Wyższe Kursy Akademickie przy Wojskowej Akademii Sztabu Generalnego, w 1954 został zwolniony do rezerwy w stopniu generała porucznika.

## Odznaczenia
- Złota Gwiazda Bohatera Związku Radzieckiego (23 października 1943)
- Order Lenina (dwukrotnie)
- Order Czerwonego Sztandaru (czterokrotnie)
- Order Kutuzowa I klasy
- Order Suworowa II klasy (dwukrotnie)
- Order Wojny Ojczyźnianej I klasy
- Krzyż Srebrny Orderu Virtuti Militari (Polska Ludowa)
- Order Krzyża Grunwaldu II klasy (Polska Ludowa, 24 czerwca 1946)[1]
- Medal za Odrę, Nysę, Bałtyk (Polska Ludowa)

I medale ZSRR.